# 郝鵬 (中華人民共和国)
郝 鵬（かく ほう、1960年7月 - ）は、中華人民共和国の官僚、政治家。陝西省宝鶏市鳳翔県出身。現職は国務院国有資産監督管理委員会主任、党委書記。

## 経歴
1960年7月、陝西省宝鶏市鳳翔県で生まれる。文化大革命末期の1976年1月より甘粛省定西市渭源県の路園公社で知識青年として労働に従事。1982年7月に西北工業大学飛行器製造工程系を卒業。大学卒業後は国有企業である中航工業蘭州飛行控制儀器総工場（現在の中国航空工業集団）技術員として就職し、昇進を重ねて課長となる。1993年からは同工場の副場長、場長などを務める。
1999年2月、甘粛省経済貿易委員会の副主任（正庁級）を担当し、政の道を開く。2000年8月、蘭州市に移り、市党委員会常務委員兼副市長に就任。翌年2月、蘭州市党委副書記兼副市長に就任。
2003年11月、チベット自治区副主席に転任し、同区党委副書記、常務副主席、中国共産党チベット自治区委員会政法委員会書記を歴任。
2013年3月、党務に転じて青海省に赴任し、青海省党委副書記に就任した。青海省第12期人民代表大会第2回会議で、郝鵬は青海省人民政府省長に選ばれた。
2016年12月13日、中央に移り、国務院国有資産監督管理委員会党委書記に就任。2019年5月17日、同会の主任を兼務。